# 大井憲太郎

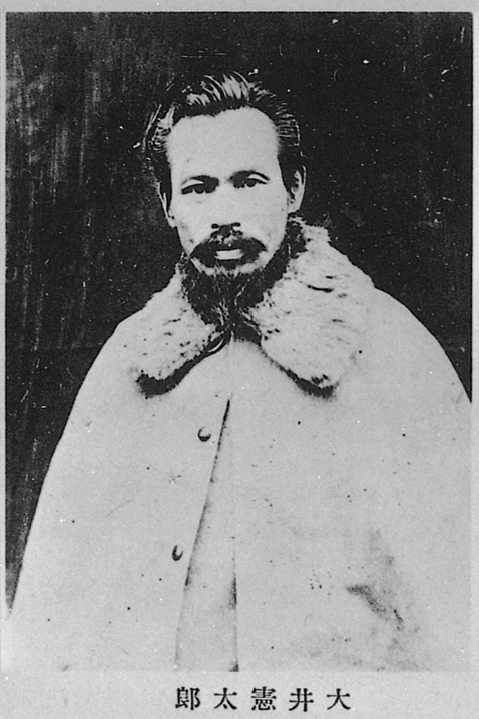
大井憲太郎

大井 憲太郎（おおい けんたろう、天保14年8月10日（1843年9月3日） - 大正11年（1922年）10月15日）は、日本の政治家、弁護士、社会運動家。自由民権運動に携わり、衆議院議員を務めた。旧姓、高並。別名、馬場城二郎、馬城山人。

## 経歴
天保14年8月10日（1843年9月3日）に豊前国宇佐郡高並村（現在の大分県宇佐市）に農民・高並彦郎とサノの三男として出生。幼名は彦六。幼少から漢学の手ほどきを受け、文久3年（1863年）に、長崎で蘭学・英学を学び、大井卜新との知遇を得て、義兄弟となり、大井の名字を名乗る。更に江戸に出て仏学・化学を学ぶ。江戸幕府の開成所舎密局に出仕する。戊辰戦争では幕軍砲兵隊に属し官軍と戦う。この頃、正教会の洗礼を受けており、大井は正教徒となっている。
明治維新後は、明治2年（1869年）より箕作麟祥に学ぶ。その後、大学南校に入学。明治7年（1874年）、民撰議院設立を巡り加藤弘之と論争する。明治8年（1875年）、元老院少書記官となるが、翌年に免官される。官界を去ると愛国社創立に参画し、その後は弁護士（当時は代言人）として活動する傍らで自由民権運動急進派の指導者として活躍する。明治10年（1877年）に大井卜新の養子となる。
明治14年（1881年）6月、仏教団体の誣告によって死体が発掘された正教徒のために弁護活動を行い、大審院で勝訴を得た。明治15年（1882年）、自由党に参加。明治17年（1884年）、秩父困民党を指導。明治18年（1885年）、朝鮮の内政改革を企図し、大阪事件を起こし逮捕される。大井は裁判所から禁固9年の判決を受ける。
明治22年（1889年）、大赦により出獄を許される。中江兆民らと再び旧自由党勢力の糾合を目指し、明治23年（1890年）に立憲自由党を結成する。このころ、清水紫琴、福田英子と交際し、それぞれ一子を生ませる。
しかし、明治25年（1892年）11月に党を脱党し、東洋自由党を結成する。大井は普通選挙を主張するとともに、日本労働協会・小作条例調査会を設立、社会運動の先駆けをなした。明治26年（1893年）、東洋自由党を解党し、翌年の第3回衆議院議員総選挙に大阪より立候補し当選する。兵略商略を並行して富国をはかり日本人こそアジア革新の指導者となるべきという大井の主張に感銘した梅屋庄吉から明治27年（1894年）に南洋貿易と移民の計画が持ちかけられ、賛同した大井はシンガポールを視察し、明治31年（1898年）に東京で南洋貿易商会を営む。同年の自由・進歩両党合同による憲政党結成に尽力。憲政党総務を務める。
明治32年（1899年）、片山潜らと普通選挙期成同盟会（のちの普通選挙同盟）を結成、普選運動に終始取り組む姿勢に変わりはなかった。晩年は南満州鉄道株式会社とつながりを持ち、対外強硬論者として活動した。大正11年（1922年）10月15日死去。埋葬式はニコライ堂で行われた。墓所は雑司ヶ谷霊園。

## 著書
『時事要論』、『自由略論』など。